# Melissodes glenwoodensis
Melissodes glenwoodensis är en biart som beskrevs av Cockerell 1905. Melissodes glenwoodensis ingår i släktet Melissodes och familjen långtungebin. Inga underarter finns listade i Catalogue of Life.